# Черазе (Терамо)
Черазе (итал. Cerase) је насеље у Италији у округу Терамо, региону Абруцо.
Према процени из 2011. у насељу је живело 16 становника. Насеље се налази на надморској висини од 415 м.